# Get Up
Get Up – utwór skomponowany i wykonany przez Ciarę Harris, Chamillionaire oraz Jazze Pha, wydany jako singel w 2006 roku. Utwór znalazł się na ścieżce dźwiękowej filmu Step Up: Taniec zmysłów oraz na drugim studyjnym albumie Ciary, The Evolution.

## Formaty singli
- U.S. 12-inch vinyl single

1. "Get Up" featuring Chamillionaire (main version) (clean) – 4:25
2. "Get Up" (main no rap) – 3:58
3. "Get Up" (instrumental) – 3:58
4. "Get Up" (acappella) – 3:59

- U.S. CD single

1. "Get Up" featuring Chamillionaire (main version) (clean) – 4:25
2. "Get Up" (instrumental) – 4:25
3. "Get Up" (main no rap) – 3:58
4. "Get Up" (Instrumental no rap) – 3:52

- Import CD single/UK digital download release

1. "Get Up" featuring Chamillionaire (main version) (clean)
2. "Get Up" (Moto Blanco radio edit)
3. "Get Up" (Moto Blanco vocal mix)
4. "Get Up" video – 5:01

- UK digital download re-release

1. "Get Up" featuring Chamillionaire (main version)
2. "Get Up" (Kardinal Beats remix)

## Listy przebojów
| Chart (2006 r.)                      | pozicja |
| ------------------------------------ | ------- |
| U.S. Billboard Hot 100               | 7       |
| U.S. Billboard Hot R&B/Hip-Hop Songs | 10      |
| U.S. Billboard Pop 100               | 13      |
| U.S. ARC Weekly Top 40               | 13      |
| New Zealand RIANZ Top 40             | 5       |
| Switzerland Singles Chart            | 17      |
| Germany Singles Chart                | 29      |
| Romanian Top 100 Singles             | 52      |
| UK Official Download Chart           | 89      |
| Chart (2007 r.)                      | pozycja |
| Lithuania Hot R&B/Hip-Hop Songs      | 10      |
| Lithuania Airplay Chart              | 42      |